# 3 juillet 1908
Le vendredi 3 juillet 1908 est le 185e jour de l'année 1908.

## Naissances
- Henri Conchy (mort le 6 mai 1993), footballeur français
- Jean Multon (mort le 10 septembre 1946), résistant puis collaborateur français
- Lewis J. Rachmil (mort le 19 février 1984), producteur de cinéma américain
- M. F. K. Fisher (morte le 22 juin 1992), écrivain américaine
- Paul Cambo (mort en 1978), acteur français
- Paul Nogier (mort le 15 mai 1996), enseignant et médecin français
- René Brun (mort le 16 mars 2001), acteur français
- Robert B. Meyner (mort le 27 mai 1990), homme politique américain
- Sergueï Rytov (mort le 22 octobre 1996), physicien russe
- Thomas Narcejac (mort le 7 juin 1998), écrivain français

## Décès
- Charles Mitchell Thomas (né le 1er octobre 1846), contre-amiral de l'United States Navy
- Eberhard Schrader (né le 5 janvier 1836), orientaliste allemand
- Joel Chandler Harris (né le 9 décembre 1848), écrivain américain
- Nicolas Youssoupoff (né le 16 février 1883), aristocrate russe
- Nikolaï Pavlovitch Ignatiev (né le 29 janvier 1832), homme politique russe